# کاترین دوره هاینیخ
کاترین دوره هاینیخ (آلمانی: Katrin Dörre-Heinig؛ زادهٔ ۶ اکتبر ۱۹۶۱) دونده ماراتن و دونده دو استقامت اهل آلمان بود.